# Alois Albert
Alois Albert (21 de junho de 1880, Bad Königshofen, Baixa Franconia - 16 de dezembro de 1939) foi um político alemão, representante do Partido Popular da Baviera.